# Horace Andy
Horace Andy [hóres êndi] (rojen Horace Hinds), jamajški roots rock reggae glasbenik in pevec, * 19. februar 1951, Kingston, Jamajka.

## Življenje in delo
Andy je najbolj znan po uspešnicah kot so Goverment land, You Are My Angel in predelavi pesmi Ain't No Sunshine Billa Withersa iz leta 1971.
Svojo glasbeno pot je začel v Studiu One »Sira Coxsonea« Dodda. Njegov glas je značilen falzet. Sodeloval je z mnogimi glasbeni producenti in glasbeniki kot so Phil Pratt, King Tubby in Prince Jammy. Je goreč rasta in kot pri mnogih reggae pevcih veliko njegovih pesmi govori o religiji in socialnih pravicah.
Njegova priljubljenost se je povečala v 1990-ih zaradi njegovega dela s pionirji trip hopa Massive Attack, vključno z Angel, predelavo You Are My Angel. Za založbo Melankolic je leta 1999 posnel album Living in the Flood in leta 2002 Mek It Bun. Sodeloval je tudi pri medijskem projektu 1 Giant Leap in leta 2006 na albumu Radiodread reagge skupine glasbenikov Easy Star All-Stars.